# Ẅ
Ẅ (lub mała litera ẅ) jest literą rozszerzonego alfabetu łacińskiego. Litera składa się z litery W oraz umieszczonej nad nią dierezy.
W języku walijskim do w (dla / ʊ / ) można dodać dierezę w słowie, aby wskazać, że samogłoska jest oddzielną sylabą, a nie półsamogłoską.

## Kodowanie
| Znak                   | Ẅ                                     | Ẅ                                     | ẅ                                   | ẅ                                   |
| ---------------------- | ------------------------------------- | ------------------------------------- | ----------------------------------- | ----------------------------------- |
| Nazwa w Unikodzie      | Latin Capital Letter W with Diaeresis | Latin Capital Letter W with Diaeresis | Latin Small Letter W with Diaeresis | Latin Small Letter W with Diaeresis |
| Kodowanie              | dziesiątkowo                          | szesnastkowo                          | dziesiątkowo                        | szesnastkowo                        |
| Unicode                | 7812                                  | U+1E84                                | 7813                                | U+1E85                              |
| UTF-8                  | 225 186 132                           | e1 ba 84                              | 225 186 133                         | e1 ba 85                            |
| Odwołania znakowe SGML | &#7812;                               | &#x1E84;                              | &#7813;                             | &#x1E85;                            |